# Аријел Кебел
Аријел Керолајн Кебел (енгл. Arielle Caroline Kebbel; Винтер Парк, 19. фебруара 1985) америчка је глумица и манекенка.

## Детињство и младост
Рођена је 19. фебруара 1985. године у Винтер Парку, на Флориди. Има немачког и швајцарског порекла. Њена мајка Шери је менаџерка и власница продуцентске куће. Школу је завршила у Винтер Гардену. Године 2002. била је другопласирана на избору лепоте за тинејџере на Флориди. Пре покретања глумачке каријере, радила је као манекенка.

## Филмографија

### Филмографија
| Улоге  |                              |               |                |          |
| Година | Српски назив                 | Изворни назив | Улога          | Напомена |
| 2006.  | Клетва 2                     |               | Алисон Флеминг |          |
| 2006.  | Џон Такер мора да умре       |               | Кари Шејфер    |          |
| 2006.  | Заљубљена сирена             |               | Сесилија Бенкс |          |
| 2009.  | Незвани гости                |               | Алекс Иверс    |          |
| 2012.  | Размишљај као мушкарац       |               | Џина           |          |
| 2018.  | Педесет нијанси — Ослобођени |               | Ђија Матео     |          |
| 2021.  | : После пада                 |               | Кимберли       |          |
| 2022.  | : После срећног краја        |               | Кимберли       |          |
| 2023.  | After: Финале                     |               | Кимберли       |          |

### Телевизија
| Улоге            |                                          |               |                           |                |
| Година           | Српски назив                             | Изворни назив | Улога                     | Напомена       |
| 2003.            | Место злочина: Лас Вегас                 |               | тинејџерка                | 1 епизода      |
| 2003.            | Ред и закон: Одељење за специјалне жртве |               | Андреа Кент               | 1 епизода      |
| 2003—2004.       | Гилморове                                |               | Линдси Ен Листер Форестер | 9 епизода      |
| 2004.            | Свита                                    |               | Лајла                     | 1 епизода      |
| 2005.            | Истражитељи из Мајамија                  |               | Пам Карпентер             | 1 епизода      |
| 2009—2014; 2017. | Вампирски дневници                       |               | Лекси Брансон             | 9 епизода      |
| 2010.            | Права крв                                |               | Шарлин                    | 1 епизода      |
| 2010.            | Неочекивани живот                        |               | Пејџ                      | 7 епизода      |
| 2011—2013.       | Беверли Хилс, 90210: Следећа генерација  | 90210         | Ванеса Шо                 | 15 епизода     |
| 2012.            | Хаваји 5-0                               |               | Никол Кар                 | 1 епизода      |
| 2013.            | Инстант мама                             |               | Стефанина пријатељица     | 2 епизоде      |
| 2019.            | Гранд Хотел                              |               | Скај                      | споредна улога |
| 2022.            | 911                                      | 9-1-1         | Луси Донато               | споредна улога |